# Barbosa, Antioquia
Barbosa là một khu tự quản thuộc tỉnh Antioquia, Colombia. Thủ phủ của khu tự quản Barbosa đóng tại Barbosa Khu tự quản Barbosa có diện tích 206 ki lô mét vuông. Đến thời điểm ngày 28 tháng 5 năm 2005, khu tự quản Barbosa có dân số 31839 người.